# Drusenköpfe
Drusenköpfe (Conolophus) oder Galapagos-Landleguane sind eine Gattung endemisch auf den Galápagos-Inseln lebender Leguane.
Der Name Drusenkopf ist die Übersetzung des lateinischen Namens „Conolophus“ und kommt von den zahlreichen kleinen zäpfchenartigen Schilden, mit denen sein Kopf wie eine Kristalldruse von innen gepanzert ist. Druse stammt vom althochdeutschen Drüse oder Beule.

## Aussehen
Charles Darwin beschrieb die Drusenköpfe einst wenig positiv: „[...] they are ugly animals, of a yellowish orange beneath, and of a brownish-red colour above: from their low facial angle they have a singularly stupid appearance.“ („[...] sie sind hässliche Tiere, von einem gelblichen Orange unten und einer bräunlich-roten Farbe oben: der geringe Winkel zwischen der Linie vom Nasenloch zum Ohr und jener von der Mundöffnung zum vordersten Teil der Stirn gibt ihnen eine außerordentlich dümmliche Erscheinung.“)
Drusenköpfe werden bis ca. 1,25 Meter lang. Sie haben einen kurzen, drehrunden Schwanz, dem die für seine Verwandten vom Festland typischen Bruchstellen fehlen, die dazu dienen den Schwanz abzuwerfen, um Fressfeinde damit abzulenken. Ihr Körper ist gelblich bis braun, häufig gefleckt, mit Hautfalten am Hals und sie haben einen Kamm aus Hornzapfen im Nacken, die sich auf dem Rücken fortsetzen, dort aber kleiner sind.

## Lebensweise
Männchen und Weibchen der Landleguane leben in enger Gemeinschaft. Das Männchen markiert das Revier, indem es gut sichtbar auf einem Felsblock sitzt. Sie graben sich einen Bau zum Unterschlupf.
Die Weibchen legen 3 bis 12 lederartige Eier, die dann, in einem Erdloch vergraben, von der Sonnen- bzw. der Erdwärme etwa 50 Tage lang ausgebrütet werden.
Sie ernähren sich pflanzlich, z. B. von Blättern, Früchten, Sprossen und Blüten der Opuntien, die in den Galapagos-Inseln hohe baumartige Wuchsformen entwickelt haben, vermutlich zum Schutz vor Galápagos-Riesenschildkröten und Landleguanen. Sie nehmen aber auch tierische Kost zu sich.
Kleine und mittlere Grundfinken befreien die Landleguane von Zecken und anderen tierischen Parasiten. Die Leguane reagieren auf die Annäherung der Finken, indem sie sich hoch auf die Beine erheben und den Schwanz anheben und regungslos stehen bleiben, damit die Finken jede Stelle gut erreichen können.
Landleguane sind nicht scheu, sodass man sich ihnen problemlos auf wenige Meter annähern und sie füttern kann.

## Systematik
Drusenköpfe sind eng mit den ebenfalls für die Galápagosinseln endemischen Meerechsen (Amblyrhynchus  cristatus) verwandt, die sich äußerlich vor allem durch ihren langen seitlich zusammengedrückten Ruderschwanz vom Landleguan unterscheiden.
Es gibt drei Arten:
- Drusenkopf (Conolophus subcristatus (Gray, 1831))
- Santa Fe-Drusenkopf (Conolophus pallidus Heller, 1903)
- Conolophus marthae Gentile & Snell, 2009 - Diese Art kommt ausschließlich im Bereich des Vulkans Wolf im Norden der Insel Isabela vor.[2]

## Symbolische Bedeutung
Der Drusenkopf galt bei vielen Demonstranten und Gesellschaftskritikern des 20. Jahrhunderts als ein Symbol des politischen Widerstandes und der außerparlamentarischen Opposition sowie als eines gegen den Extremismus, sowohl von links als auch von rechts.